# Aquaculture de la pieuvre

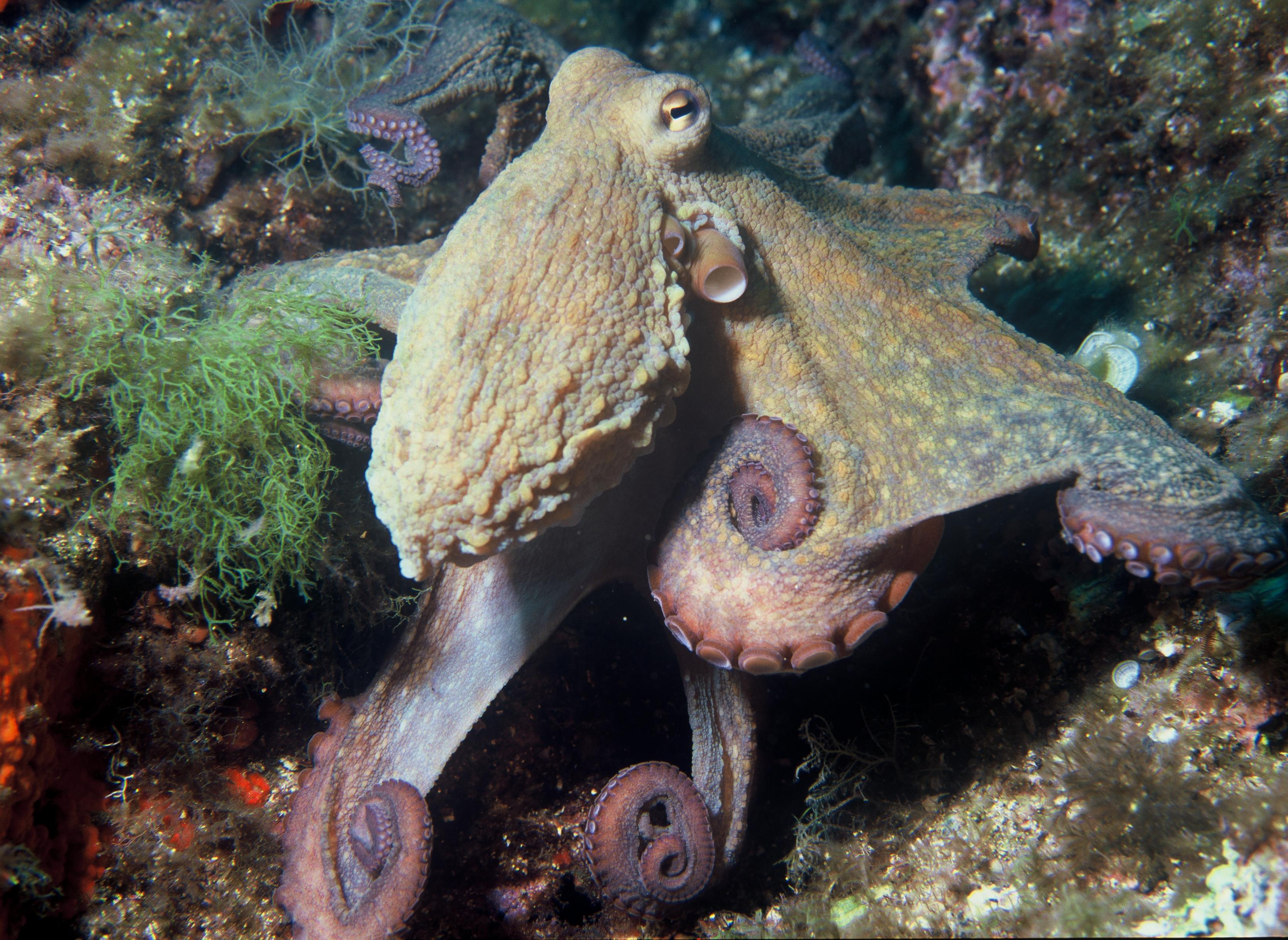
Une pieuvre commune, Octopus vulgaris.

L’aquaculture de la pieuvre est soutenue par une demande élevée des marchés de la Méditerranée, ainsi que des pays sud-américains et asiatiques. En effet, l'approvisionnement en pieuvres sauvages a diminué à la suite de la surpêche dans plusieurs pêcheries majeures. La pieuvre commune semble un candidat idéal pour en faire l'aquaculture. 
Les pieuvres ont une vie brève, grandissent rapidement et atteignent la maturité tôt dans leur vie. Habituellement, elles pèsent entre 2 et 3 kg, ce qui est plutôt lourd pour des invertébrés. En 2013, cependant, il est difficile de trouver le milieu qui, à la fois, soutient les premières étapes de leur vie et favorise la survie d'un nombre élevé de paralarves (en). Ces deux obstacles préviennent la reproduction à grande échelle des pieuvres dans un milieu fermé.

## Espèces

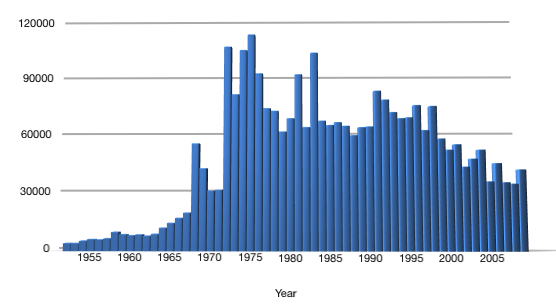
Déclin du volume global de capture des pieuvres communes (en tonnes).

La possibilité d'élever différentes espèces de pieuvres est étudiée depuis 2000. Parmi celles-ci, on peut noter Octopus maya, Octopus bimaculoides, Octopus ocellatus et Octopus mimus.
La pieuvre commune, Octopus vulgaris, semble être le candidat qui offre le meilleur potentiel, à la fois par la possibilité de l'élever en aquaculture et par la taille des marchés potentiels. Elle vit presque partout sur la planète, à la fois dans les eaux de température tropicale, subtropicale et modérée. C'est une espèce benthique qui se retrouve de la ligne côtière jusqu'à l'extrême limite du plateau continental, à des profondeurs pouvant atteindre 200 mètres et dans des habitats marins diversifiés. La pieuvre commune est facile à acclimater en captivité et peut croître de 5 % en masse par jour, ce qui est relativement rapide. Elle présente aussi un taux de conversion alimentaire élevé, pouvant incorporer de 30 % à 60 % de la masse du bol alimentaire,, et un taux de fécondité élevé, allant de 100 000 à 500 000 œufs par femelle.

## Aquaculture
Les espèces à sang froid croissent, survivent et consomment mieux à une certaine température. Il en va de même pour la pieuvre commune, dont l'exploitation commerciale est optimale lorsque la température du milieu se situe entre 16 et 21 °C. En dehors de cette étendue, la croissance et la consommation alimentaire diminuent ; au-dessus de 23 °C, le taux de mortalité augmente et une perte de masse corporelle ont été observés. Des systèmes de contrôle de la température, telle une ferme marine, peuvent atténuer la variation saisonnière de production qui résulte d'une variation de la température des eaux salées tout au long de l'année.
Les crustacés, comme le crabe et le homard, constituent une part non négligeable de la diète des pieuvres, qu'elles soient en liberté ou captives, les poissons étant moins importants. Une diète basée sur les poissons offre une croissance moindre et plus de pertes chez les pieuvres captives. La cause pourrait provenir du taux de gras plus élevé chez les poissons. Les céphalopodes, comme les pieuvres et les calmars, digèrent moins bien les lipides à cause de leurs besoins moindres en gras. Donc, une diète riche en poissons ralentit la croissance des pieuvres. Les meilleurs résultats avec les crustacés sont probablement une conséquence d'un ratio plus élevé de protides aux lipides.
Les profits de cette aquaculture sont fortement corrélés au coût d'un approvisionnement constant en crustacés. Ils peuvent être amenés à leur maximum sans trop diminuer la production en mélangeant du poisson aux crustacés.
Jusqu'en 2004, l'aquaculture commerciale s'est cantonnée à l'élevage de jeunes pieuvres de 750 g pêchées en mer. En Espagne, ces jeunes pieuvres sont achetées de pêcheurs puis transportées à des cages flottantes au large. Elles sont ensuite nourries pendant plusieurs mois avec des prises accessoires (poissons, mollusques et crabes) jusqu'à ce qu'elles atteignent une taille commercialement profitable, environ 3 kg. Cependant, ces prises de pieuvres sauvages augmentent encore plus la pression sur les écosystèmes marins, qui sont gérés de façon destructrice, menant possiblement à une cascade trophique dans ces écosystèmes. Une analyse financière de cette pratique a déterminé que les jeunes pieuvres représentent plus de 40 % du coût total. Cette approche commerciale est peu profitable, car elle dépend pour beaucoup de la pêche de jeunes pieuvres, un procédé coûteux dont le niveau de production varie énormément.
La principale pierre d'achoppement de l'aquaculture industrielle de la pieuvre est la difficulté à créer les conditions de survie des paralarves (en), première étape de la vie des pieuvres,. Les paralarves sont longues de moins de 3 millimètres à leur naissance ; elles traversent ensuite une longue phase de vie à l'état de plancton. En 2002, les méthodes de reproduction sont insuffisantes pour maintenir une aquaculture industrielle. Les résultats sont fonction des aliments ingérés par les paralarves. Les meilleurs résultats ont été obtenus avec un mélange d'artémies et d'autres proies vivantes, telles les larves de crabe (Zoeae),. Les taux de survie et de colonisation sont habituellement faibles dans ces études, ce qui démontre la difficulté à élever des paralarves. La viabilité financière de l'aquaculture en milieu fermé semble fortement corrélée à la survie des paralarves.
Les paralarves ont été beaucoup étudiées pour tenter de cerner les conditions qui permettent de créer une aquaculture à la fois profitable et environnementalement durable. En 2005, un groupe éminent de chercheurs a établi que le principal facteur de survie des paralarves est la nutrition, qui est donc devenue de facto la priorité de la recherche sur les paralarves. Il est fort probable que l'aquaculture de la pieuvre sera un secteur économique important dès que l'élevage et la nutrition des paralarves seront maitrisés au niveau industriel.

## Opposition
Les associations antispécistes alertent sur le développement de ce type d'élevage, les pieuvres étant des animaux sentients, et par ailleurs solitaires, donc inadaptés à la promiscuité. 